# Sala dei Giganti
La Sala dei Giganti è una delle più note stanze affrescate all'interno del Palazzo Te, progettato a Mantova da Giulio Romano.

## Storia e descrizione
(Giorgio Vasari, Le vite de' più eccellenti pittori, scultori e architettori, 3-1)

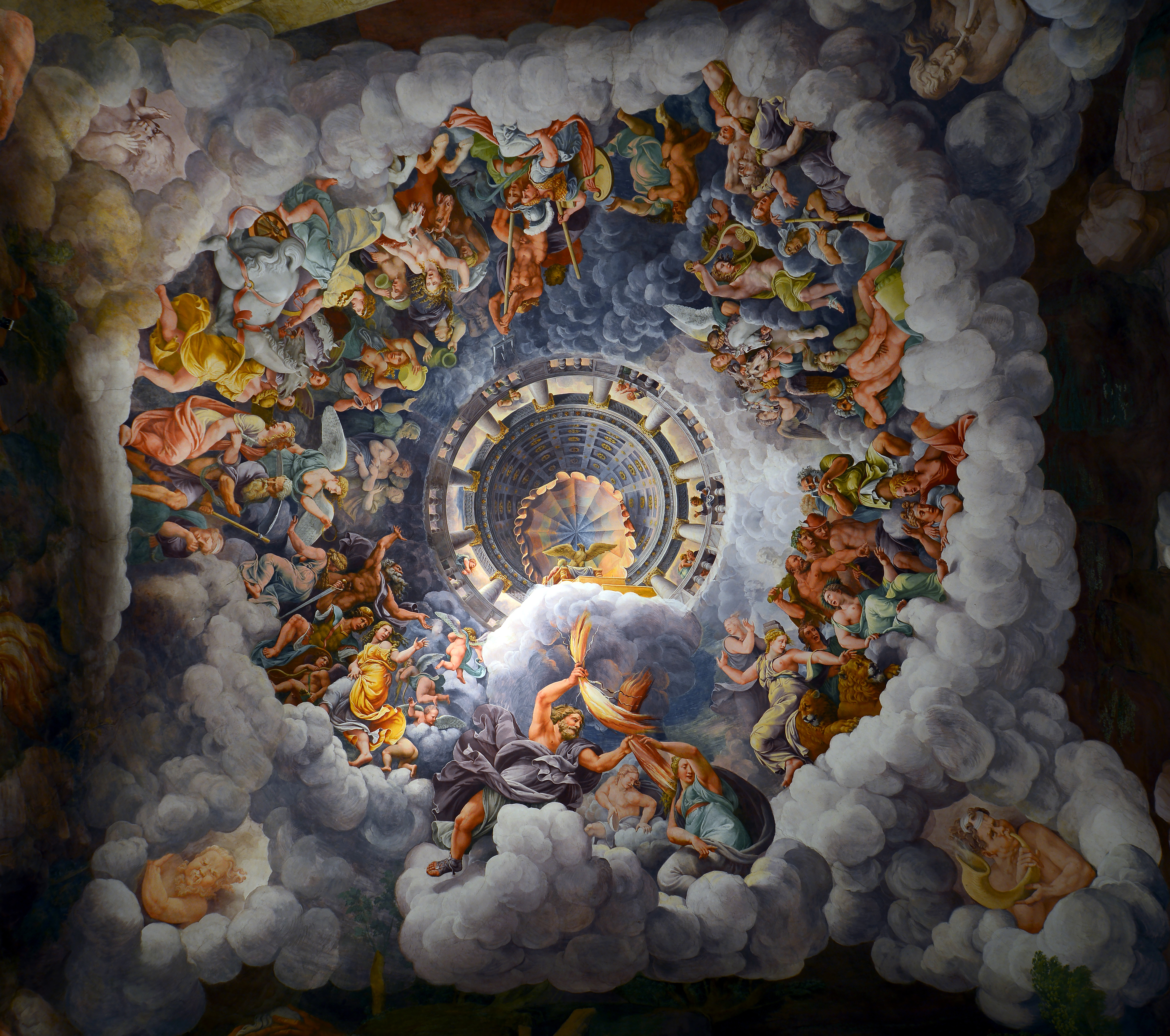
La volta.

È stata realizzata fra il 1532 e il 1535. È la sala maggiore dell'edificio, che si presenta a base quadrata sovrastata da un soffitto a cupola. Nella cupola è rappresentato Giove che, con un fascio di fulmini, sconfigge i Giganti, ritratti a partire dal pavimento mentre stanno cercando di ascendere alle stelle. La caratteristica più rilevante della sala è che la pittura copre completamente e ininterrottamente tutte le superfici disponibili: un unico affresco che pone lo spettatore al centro dell'evento narrato nel dipinto, come se egli facesse parte della schiera dei Giganti, vittima dell'ira di Giove.
Shearman ritiene che il padiglione e il baldacchino visibili al centro, al di sopra di Giove, siano ispirati alla struttura architettonica del Mausoleo di Santa Costanza a Roma e che il trono lasciato vacante dal dio derivi dal tema bizantino del trono vacante dell'Apocalisse.
L'episodio riprende il mito della Gigantomachia, la lotta dei Giganti contro Giove, come narrato da Ovidio. Rispetto al testo di Esiodo, dove i Giganti sono descritti come una sorta di mostri dalle mille braccia, qui vengono rappresentati come uomini. Accanto ai giganti sono rappresentate delle scimmie, assenti nel testo di Ovidio. Secondo Guthmüller queste differenze vanno attribuite al testo usato da Giulio Romano, che non era la versione originale, ma una traduzione di Niccolò degli Agostini, che aveva riportato un errore di interpretazione del testo già presente in precedenza.
Nella pittura di Giulio Romano troviamo lo stile del maestro Raffaello Sanzio, però più maestosa e imponente e meno raffinata.
Secondo alcuni questo affresco potrebbe rimandare alla vittoria di Carlo V sui protestanti, a memoria della visita che l'imperatore aveva effettuato a Mantova poco tempo prima.

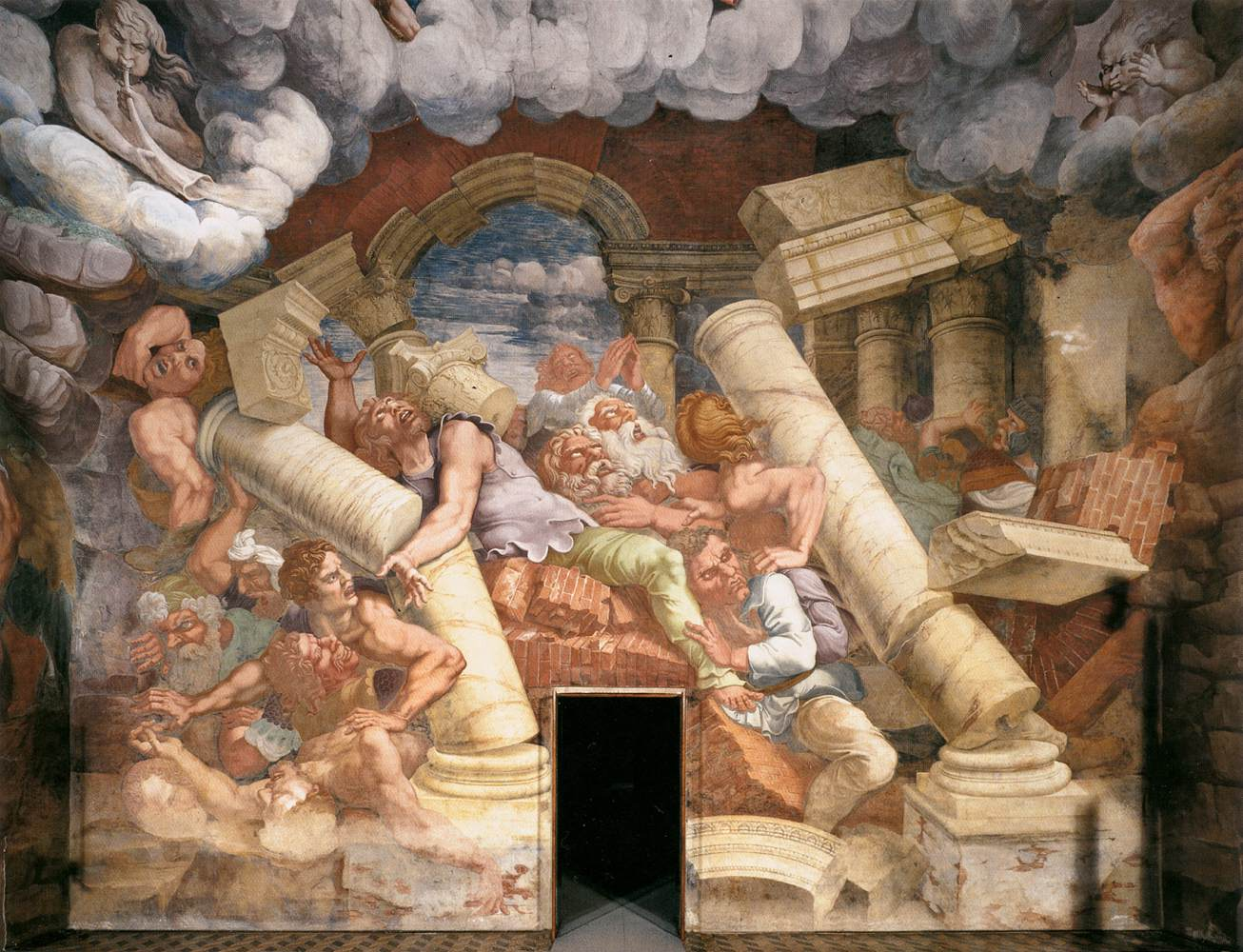
Parete settentrionale
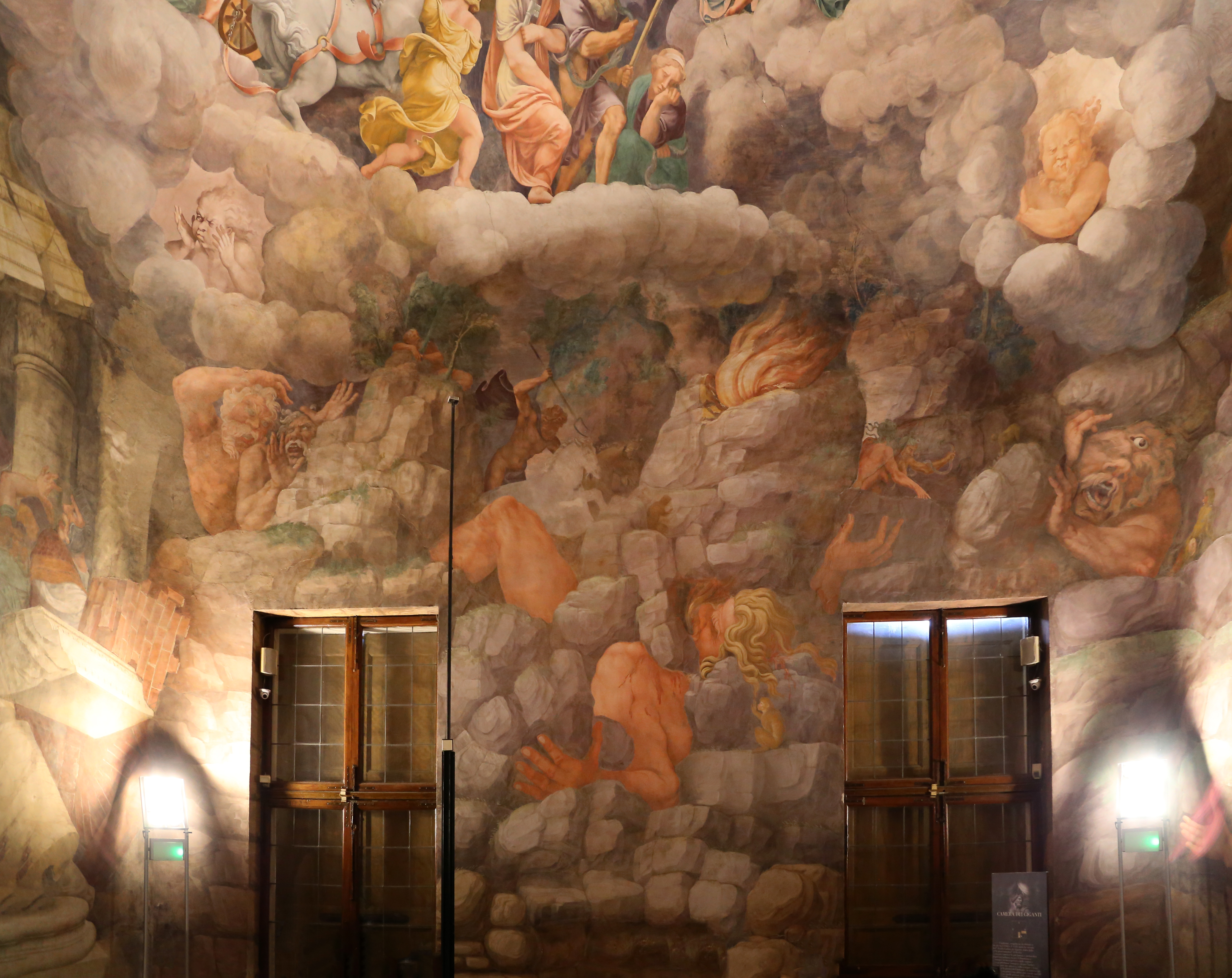
Parete orientale
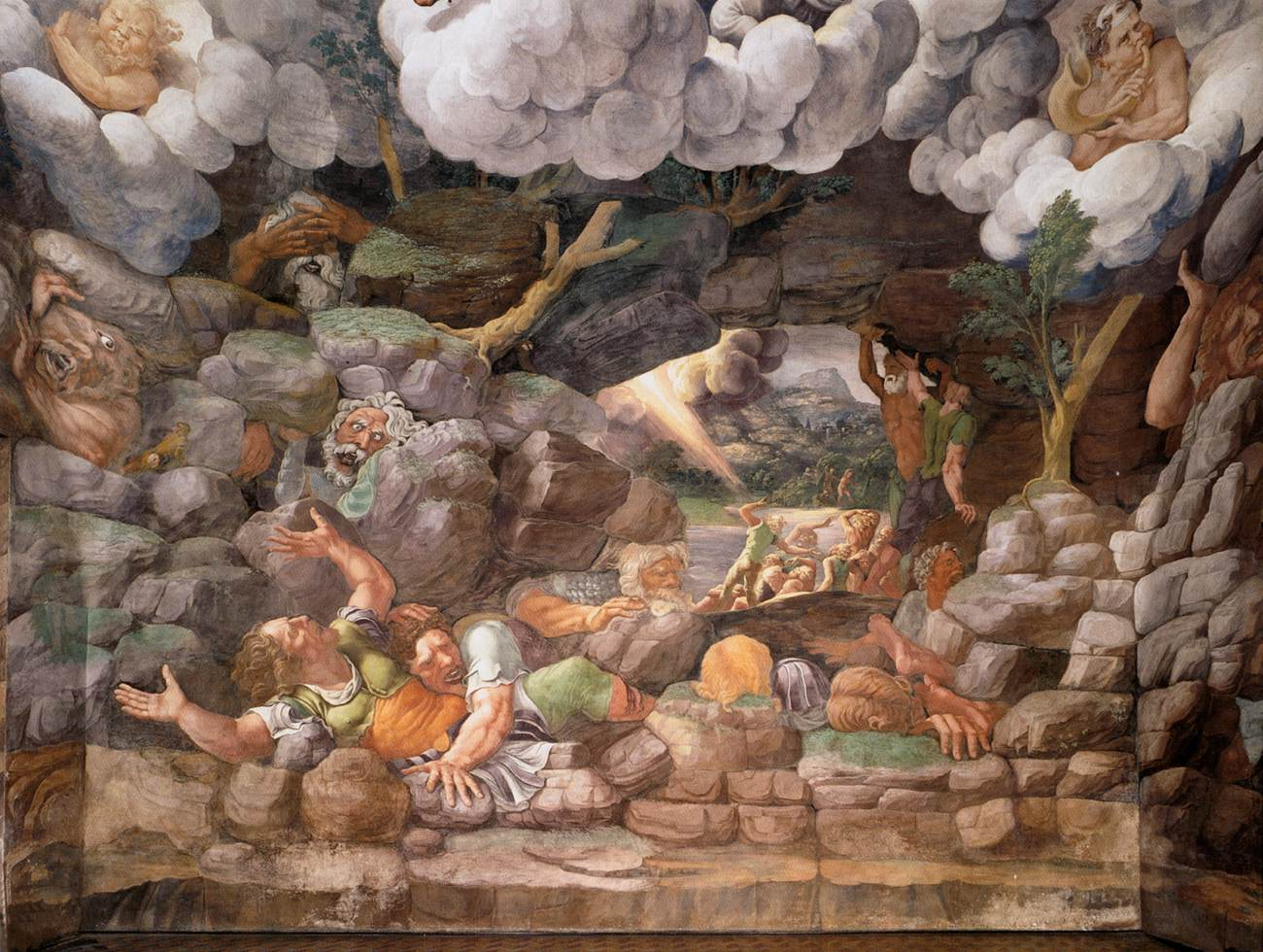
Parete meridionale
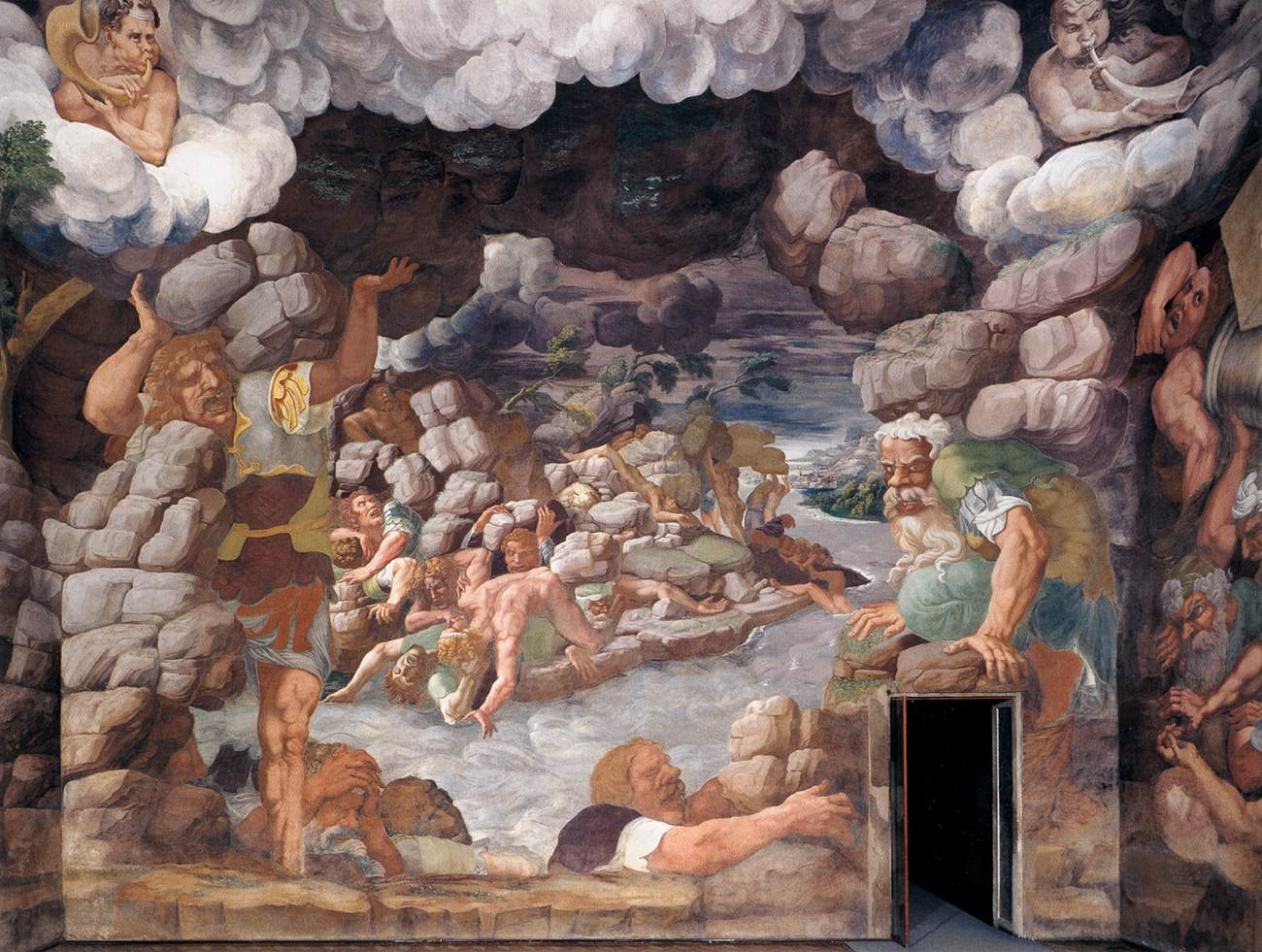
Parete occidentale
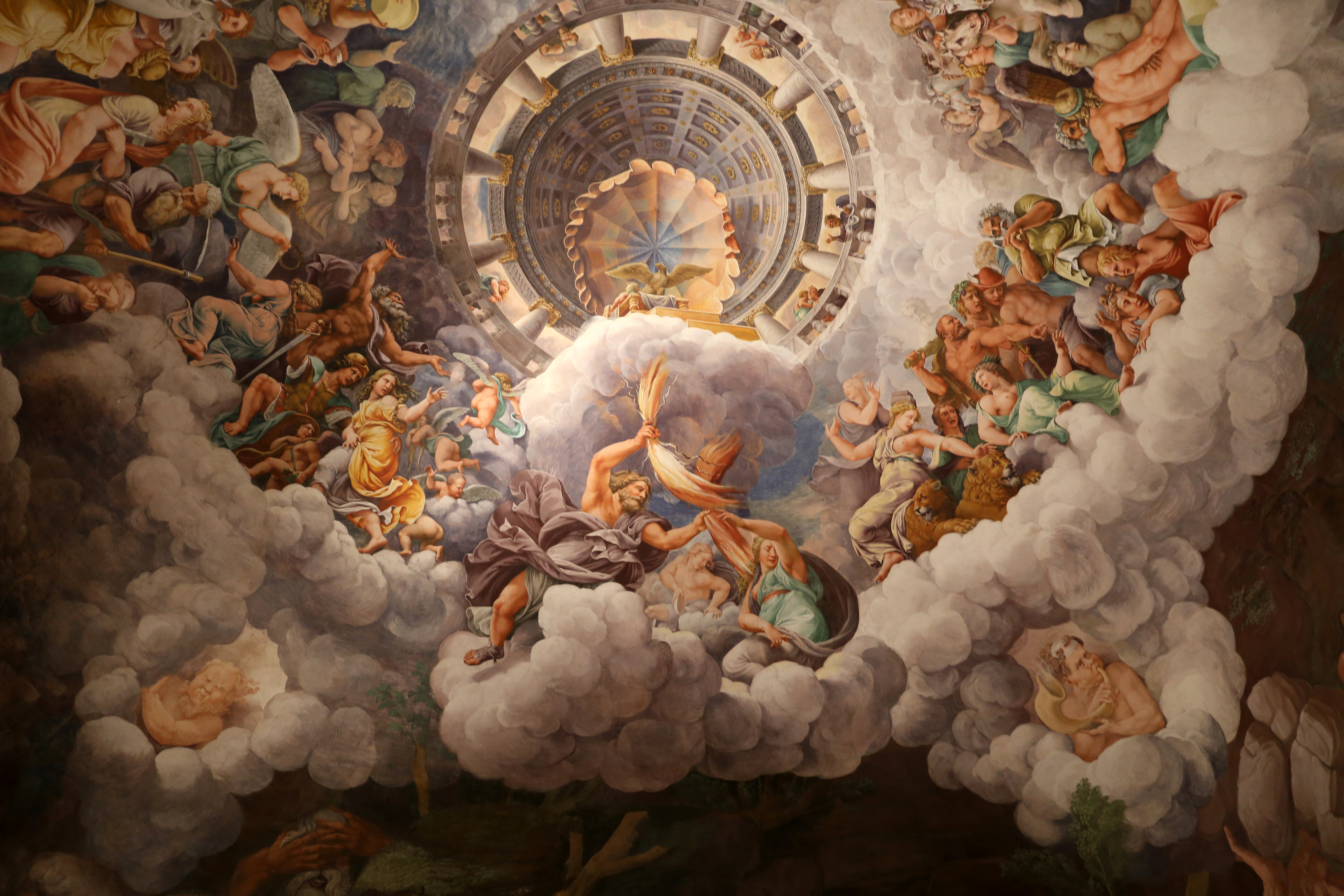
Particolare della volta.